# Bandiera del Kirghizistan
La bandiera del Kirghizistan è stata adottata il 3 marzo 1992. Consiste di un campo rosso con al centro un sole giallo con 40 raggi, che rappresentano, secondo l'Epopea di Manas, le 40 tribù kirghise che lottarono contro l'impero cinese e i musulmani. Al centro del sole è presente un anello rosso attraversato da due gruppi di tre linee, una rappresentazione stilizzata di una tradizionale iurta kirghiza.
Nei primi 21 anni dopo l'indipendenza il lato frontale dei raggi del sole erano piegati in senso orario e sul retro in senso antiorario. Il 20 dicembre 2023 il parlamento ha approvato la proposta del governo di ridisegnare i raggi.

## Bandiere storiche

Bandiera della Repubblica Socialista Sovietica Autonoma Kirghisa (1929–36)
Bandiera della RSS Kirghisa (1936–40)
Variante della bandiera della RSS Kirghisa (1936–40)
Bandiera della RSS Kirghisa (1940-1952)
Bandiera della Repubblica Socialista Sovietica Kirghisa (1952-1991)
Bandiera kirghisa di transizione dopo lo scioglimento dell'URSS (1991-1992)
Bandiera kirghisa (1992-2023)